# Moijero
Der Moijero (russisch Мойеро́; auch Мойера, Moijera; oder Mojero genannt) ist ein 825 km langer, südöstlicher und orographisch rechter Zufluss des Kotui im Nordteil des Mittelsibirischen Berglands im asiatischen Teil Russland.
Er befindet sich auf dem Territorium des früheren Autonomen Kreises der Ewenken (heute Ewenkischer „Nationalrajon“ mit Sonderstatus) der Region Krasnojarsk, unweit der Grenze zur Republik Sacha (Jakutien).

## Verlauf
Der Moijero entspringt im Mittelsibirischen Bergland in siedlungsleerer Landschaft etwa 40 km nördlich des nördlichen (arktischen) Polarkreises. Seine Quelle liegt auf etwa 550 m Höhe.
Anfangs fließt der Moijero nach Süden, kreuzt den Polarkreis, wendet sich dann nach Osten und später wieder nach Norden, um erneut den Polarkreis zu kreuzen. Diese Richtung behält er im weiteren Verlauf vorwiegend bei. Dabei mäandriert er zumeist in weiten Bögen durch die bergige Landschaft der Waldtundra. Im Mittellauf hat sich der Moijero in ein tiefes und enges Tal eingeschnitten; dort gibt es eine Reihe von Stromschnellen, darunter Mugdeken als bedeutendste. Im Unterlauf fließt er abschnittsweise auch westliche und zuletzt in nordwestliche Richtungen.
Der Moijero mündet etwa 60 km nordöstlich des Jesseisees (mit der an seinem Westufer gelegenen Siedlung Jessei), dessen Wasser durch den Sikasjan den rechten Chatanga-Quellfluss Kotui erreicht, auf 154 m Höhe in den Kotui.

## Zuflüsse
Die bedeutendsten Zuflüsse sind von links Dagaldyn, Mugamgu (auch Cholju-Chan), Delingdeken, Kotschokan, Delingne und Moijerokan sowie von rechts Jantschgada (auch Aptide genannt), Moijerokan (auch Moijerokon) und Togoi-Jurjach. Der linke Moijerokan mündet bedeutend weiter unterhalb in den Moijero als der gleichnamige und bedeutendste Zufluss Moijerokan (Moijerokon), der von rechts einmündet.

## Hydrologie, Hydrographie und Eisgang
Das Einzugsgebiet des Moijero ist 30.900 km² groß. In Mündungsnähe erreicht der Fluss eine Breite von teils mehr als 100 Meter bei einer Tiefe von 3 Meter; die mittlere Fließgeschwindigkeit beträgt dort 0,7 m/s.
Der Moijero gefriert von Oktober bis Ende Mai/Juni, worauf ein Sommerhochwasser bis August folgt.

## Infrastruktur und Besiedelung
Für kleinere Fahrzeuge ist der Unterlauf (unterhalb der Stromschnellen am Mittellauf) schiffbar. Der Fluss wird jedoch kaum genutzt, da er extrem dünn besiedeltes Gebiet durchfließt: am Fluss gibt es keine Ortschaften; im gesamten, knapp 500.000 km² großen Nordteil des ehemaligen Autonomen Kreises, dem Rajon Ilimpijski, leben außerhalb des Verwaltungszentrums Tura nur gut 2000 Menschen (0,004 Einwohner/km² oder 1 Einwohner auf 250 km²), in diesem Teil vorwiegend „Jesseier Jakuten“, die (teils nomadisch) Rentierzucht, Pelztierjagd und Fischfang betreiben. Jegliche Infrastruktur im vom Moijero durchflossenen Gebiet fehlt dementsprechend.